# 东风7B型柴油机车
东风7B型柴油机车（DF7B）是中国铁路使用的电力传动柴油机车车型之一，由北京二七机车工厂于1989年开始研制、1991年研制成功并投入批量生产，适用于铁路枢纽、编组站场及工矿企业的编组、调车以及小运转作业，也可用于铁路干线、支线货运牵引。
因考虑到山区和丘陵地带的铁路线路坡度较大，并且使机车适应干线小运转和支线运输的需要，北京二七机车厂于1989年决定在东风7型柴油机车的基础上，开发研制具备电阻制动装置的东风7B型重型调车机车。与前者相比，东风7B型机车改为装用一台12V240ZJ-5型柴油机，装车功率由2,000马力（1,470千瓦）提高到2,500马力（1,840千瓦），并相应提升了冷却系统的性能；机车增设两组卧式电阻制动柜，以确保下坡运行的安全性；司机室内加装第二操纵台，解决机车换向运行时操纵不便问题；电气系统并增设了重联装置。
1992年，中华人民共和国铁道部决定在京广铁路石家庄至郑州北之间开行5000吨级重载货物列车，同年9月利用两台重联的东风7B型机车顺利完成了5000吨级重载列车牵引试验。随后，北京二七机车厂根据铁道部提出的要求，对东风7B型调车机车在车体、电气、辅助系统、管路及设备等方面，进行局部改进设计以适应干线货运的需要，并于同年年底试制成东风7B型干线货运机车，并于1993年3月投入小批量生产。干线货运型机车的主要改动为换装了12V240ZJ-7型柴油机和ZN261-13B型增压器，其余各部分结构均与东风7B型调车机车相同。

## 发展历史

### 调车型

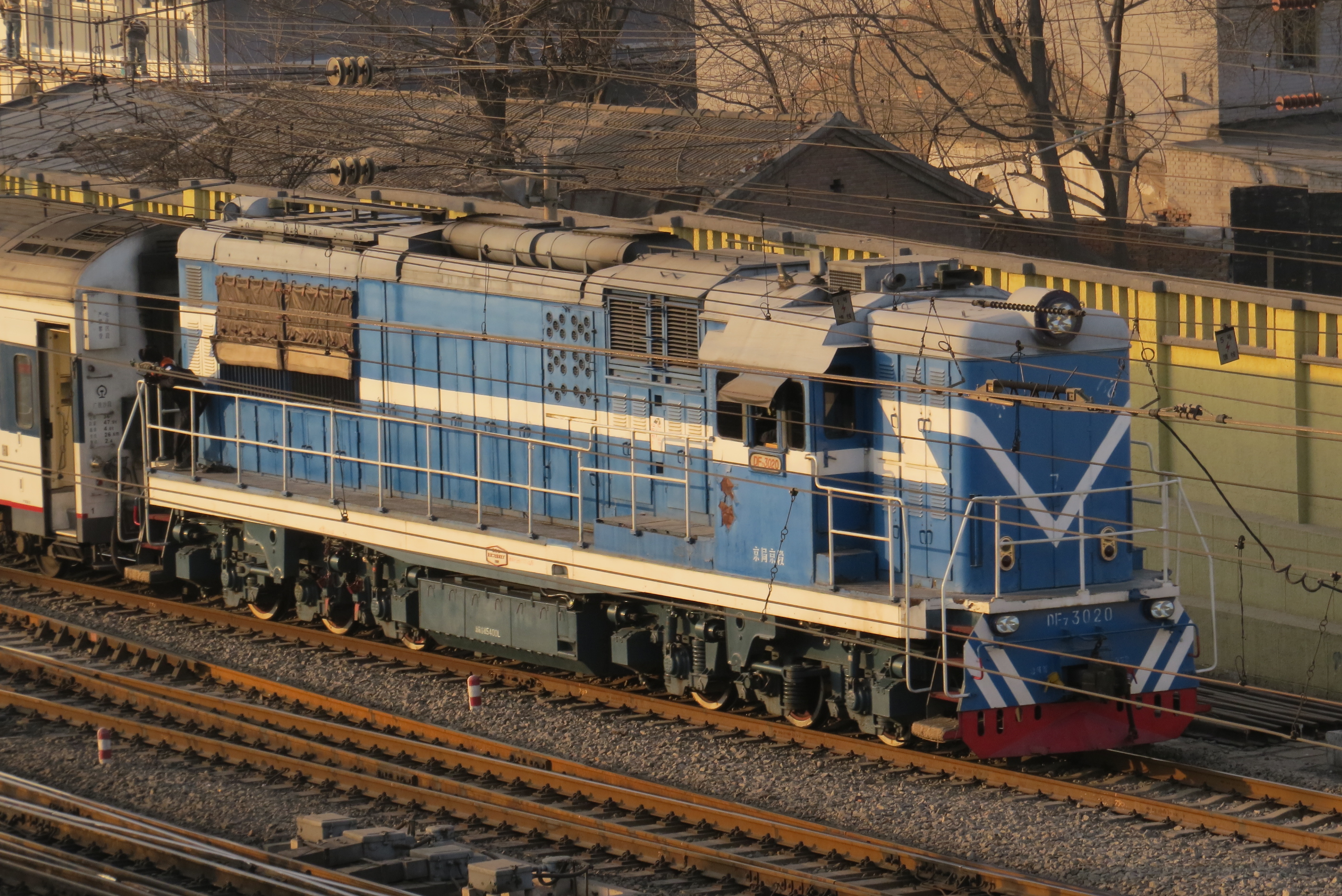
在北京站进行调车作业的东风7B型3020号机车

随着东风7型柴油机车于1985年投入批量生产，配属地区和使用范围越趋广泛，机车不仅仅担当车站的调车作业，并开始扩大到干线小运转或铁路支线运输作业。因考虑到山区和丘陵地带的铁路线路坡度较大，并且使机车适应干线小运转和支线运输的需要，北京二七机车厂于1989年决定在东风7型柴油机车的基础上，开发研制具备电阻制动装置的东风7B型柴油机车。1989年3月至4月，北京二七机车厂派出技术人员赴中国西南地区考察，走访成都铁路局、铁道部第二勘测设计院、成都机车工厂、昆明机务段、九龙坡机务段、贵阳机务段等地，调查当时西南地区铁路的内燃牵引动力和线路特点，并了解当地东风型柴油机车的运用和维修情况。北京二七机车厂根据这次考察的结果，向铁道部总工程师、铁道部机务局、中国铁路机车车辆工业总公司呈报了研制东风7B型柴油机车的意向。1989年8月23日，二七机车厂向铁道部上报了加装电阻制动装置的技术设计方案。1990年上半年，工厂和铁道部共同确定了设计方案，决定采用以东风8型柴油机车上的卧式电阻柜为基础的二级电阻制动装置，随后开始进行施工设计，其中高低压电气柜、司机操纵台、制动电阻柜等由永济电机厂承担设计和制造。
东风7B型机车是东风7型机车的第一种改进型，与东风7型机车相比，东风7B型机车在机车总体不作较大改动情况下，改为装用一台12V240ZJ5型柴油机，换用效率更高的渦輪增壓器，装车功率由2,000马力（1,470千瓦）提高到2,500马力（1,840千瓦），并相应提升了冷却系统的性能；机车增设两组卧式电阻制动柜，以确保下坡运行的安全性；司机室内加装第二操纵台，解决机车换向运行时操纵不便问题；电气系统并增设了重联装置。
1990年底，北京二七机车厂试制成首两台东风7B型机车样车（3001、3002），并于1991年2月出厂，1991年3月配属北京铁路局石家庄铁路分局阳泉机务段投入运用考核，主要在石太铁路剪子沟编组站至阳泉矿区之间运用。试验结果显示，东风7B型机车牵引性能和制动性能都有所改善，当机车牵引1100吨通过平均12‰、最大27‰的坡道时速度可达15公里/小时，而东风7型机车在相同路段的牵引速度只有9公里/小时；而电阻制动也令列车下坡时更为安全。同时，机车试验过程中亦反映出一些不足，例如电缆走线比较混乱、电阻制动的接触器开关容易烧损、机车部分负荷功率偏高等。
1991年5月29日至6月1日，东风7B型3001号机车在京承铁路双桥至怀柔区段进行电阻制动性能鉴定试验，试验列车编组由东风7B型3001号机车、一辆动力学试验车、两台作为负载的柴油机车（北京型3117号机车、ND4型50号机车）组成。试验结果显示，东风7B型3001号机车的电阻制动性能均达到了设计要求，施行电阻制动时每台牵引电动机的最大制动电流＜620安，最大励磁电流＜740安，最大轮周制动力＞254千牛，一级和二级电阻制动相对应的速度分别为36公里/小时和18.3公里/小时，最大轮周制动功率＞2500千瓦。1992年7月，东风7B型机车通过中国铁路机车车辆工业总公司鉴定，开始在北京二七机车厂投入批量生产，随后被评为1993年度国家级新产品。
至1998年10月停产为止，北京二七机车厂累计生产了143台东风7B型调车机车（3001～3143），其中包括2台小半径曲线型机车、12台防寒型机车。由于东风7型机车与北京型柴油机车均采用了二七机车厂的240/260系列柴油机，为了便于机务部门对机车和柴油机的检修，除小半径曲线型和防寒型机车外，其余东风7B型机车被集中配属在同样运用北京型机车的北京铁路局和郑州铁路局，分布于北京铁路分局丰台机务段，天津铁路分局天津机务段，石家庄铁路分局石家庄机务段、阳泉机务段，太原铁路分局太原机务段，大同铁路分局大同机务段，郑州铁路分局郑州机务段、新乡机务段、月山机务段，洛阳铁路分局洛阳机务段，西安铁路分局西安机务段、宝鸡机务段，武汉铁路分局江岸机务段、信阳机务段等地。2005年3月，中华人民共和国铁道部正式实施撤消铁路分局、由铁路局直接管理站段的体制改革，原郑州铁路局被分割为郑州、武汉、西安三个铁路局，而原北京铁路局被分割为北京、太原两个铁路局，新成立的武汉铁路局管辖原武汉铁路分局和襄樊铁路分局的业务，西安铁路局管辖原西安铁路分局和安康铁路分局的业务，太原铁路局管辖原太原铁路分局与大同铁路分局的业务。下辖各机务段的机车配属关系亦相应调整，原属西安、太原、武汉分局的东风7B型机车，分别改属西安、太原、武汉铁路局。
在东风7B型调车兼小运转机车基础上，北京二七机车厂又根据不同地区的需要，先后开发了东风7B型系列的小半径曲线型、干线货运型、防寒型机车。

### 干线货运型

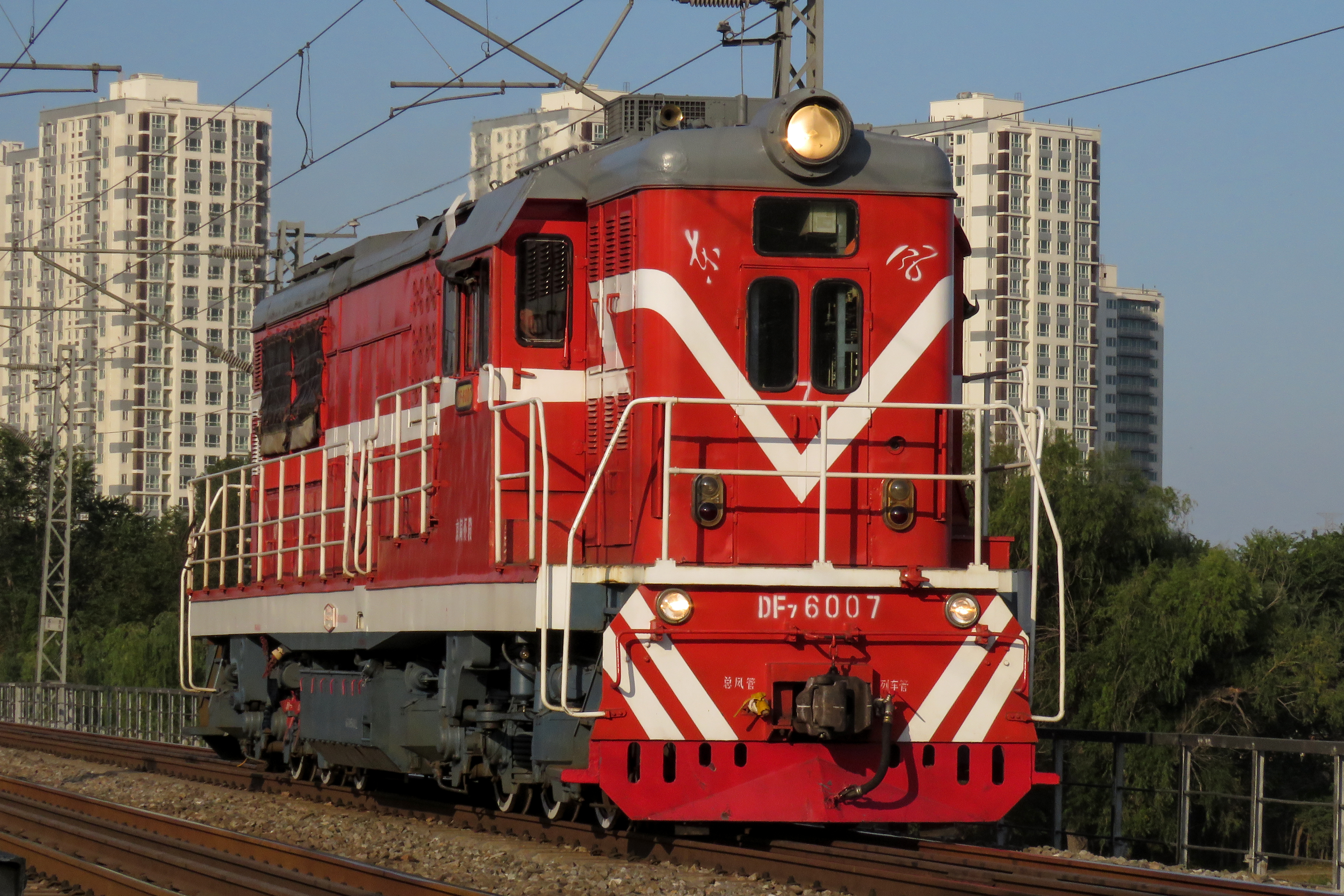
北京铁路局怀柔北机务段的东风7B型6007号机车

随着中国经济和铁路运输的发展，京沪、京广、京哈铁路等铁路干线的货物运量迅速增长，为了缓和繁忙干线运输能力紧张的局面，中华人民共和国铁道部于1992年决定通过调整机车类型、延长货物列车长度、提高牵引定数，在主要干线开行5000吨级重载混编货物列车。1992年8月至9月，根据铁道部关于京广铁路开行5000吨级重载货运列车的要求，铁道部联同郑州铁路局、北京铁路局合作在京广铁路进行了三次5000吨级重载列车牵引试验。第一次试验是在石家庄至郑州北之间进行，使用北京型机车双机牵引5120吨。第二次试验在丰台西至石家庄之间进行，使用东风4型机车双机牵引5165吨、4962吨。第三次试验在石家庄至郑州北之间进行，使用东风7B型东风7B型3017号、3018号两台机车，双机牵引5205吨、5244吨。试验结果显示，北京型机车双机虽然能够在4‰的坡道上起动，但加速能力未如人意、功率储备不足，不宜作为重载列车的牵引动力；而东风4型和东风7B型机车的牵引及制动能力均无问题，但东风7B型机车作为采用外走廊车体的调车机车，不便于行驶途中机车乘务员的检查巡视，而且机车没有重联装置。因此，铁道部决定在京广铁路石家庄至郑州段完成电气化改造前，使用经过局部改造的东风7B型机车开行5000吨重载列车。
1992年10月，北京二七机车厂对本来设计用于小运转的东风7B型机车在车体、电气、辅助系统、管路、设备等方面，进行局部改进设计以适应干线货运需要，并于同年年底试制成两台东风7B干线货运型机车（6001、6002），配属北京铁路局邯郸机务段试运用。干线货运型机车的主要改动为换装了12V240ZJ7型柴油机和ZN261-13B型增压器，其余各部分结构均与东风7B型调车机车相同。1993年3月，北京二七机车厂开始批量生产东风7B型干线货运机车，至1994年3月停产，累计生产了72台（6001～6072）。东风7B型干线货运机车出厂后分别配属北京铁路局邯郸机务段以及郑州铁路局新乡机务段投入运用，1993年4月1日起正式担当石家庄至郑州北间5000吨重载列车的牵引任务，其中石家庄至安阳之间由邯郸机务段担当，安阳至郑州北之间由新乡机务段担当。由于东风7B型干线货运机车仅作为京广铁路石郑区段实现电气化前的过渡时期使用机车，随着京广铁路安阳至郑州北段、石家庄至安阳段电气化铁路于1997年分段建成开通，邯郸、新乡机务段开始配属韶山4型電力機車担当5000吨货物列车牵引任务，这批东风7B型干线货运机车后来均改为一般的调车机车使用。

### 小半径曲线型
1990年代初，位于中国西南地区的黔桂铁路也急需一种牵引性能更好的新型机车，黔桂铁路尤其金城江至麻尾区段，以弯道多、曲线半径小、坡度大而著名，最大限制坡度达到27.7‰。在南昆铁路通车之前，黔桂铁路一直是连接贵州省和广西自治区的唯一铁路通道。从1970年代开始，黔桂铁路长期以来都以东风型柴油机车作为主力，牵引定数为1050吨，金麻区段通过限坡的速度为18公里/小时。与东风4型机车相比，东风型机车功率小、油耗大、故障率高，且即将退役而迫切需要替代车型。1990年至1992年，成都铁路局与柳州铁路局曾于黔桂铁路先后使用东风4型、东风10型进行双机牵引运行试验、动力学试验和线路轮轨动力参数测试，并以东风型机车的牵引重量和轮轨动力参数为参照基准进行对比分析。试验结果显示，东风4B型机车可以较大幅度提升运输能力，双机牵引1500吨～1600吨列车通过限坡，通过坡顶速度可达25公里/小时，但其三轴转向架在小曲线半径的铁路上对线路损害及机车轮缘磨耗严重。而东风10型机车则具有较佳的通过曲线性能，但机车功率和牵引力受机车粘着重量限制而未能充分发挥，而且在爬坡时也较容易发生轮对空转、坡停后的起动困难等问题。
1992年，北京二七机车厂以东风7B型调车机车为基础，试制出适应小半径曲线线路的东风7B型3025号、3026号机车。为了降低机车在小半径曲线运行时的轮轨磨耗，这两台机车的转向架旁承装置由四点支承改为两点支承，并由油浴滑动摩擦板式旁承改为油浴滚动摩擦式旁承，并采用了磨耗型踏面、降低牵引点高度、加装轮缘润滑装置、车体和转向架之间增设横向油压减震器等措施。1992年12月，东风7B型3025号、3026号机车交付北京铁路局阳泉机务段投入运用考核。由于机车运用情况良好，铁道部机务局于1994年8月安排这两台机车转交柳州铁路局金城江机务段，在黔桂铁路金城江至麻尾区段进行双机重联牵引运行试验。试验结果显示，东风7B型机车的牵引、制动、起动、爬坡性能均可满足黔桂铁路的运输需要，轨道动力参数、桥梁应力参数与东风型机车相比没有显著性差异。东风7B型小半径曲线机车仅试制两台，其转向架结构后来被移植到自1995年起生产的东风7D型柴油机车。

### 防寒型
为了令东风7B型机车能适应中国东北高寒地区运用需要，北京二七机车厂于1993年12月在东风7B型机车基础上，对机车局部采取了加强防寒保温的措施，试制了东风7B型3044号、3045号机车并配属哈尔滨铁路局加格达奇机务段使用，并在漠河县最低气温零下43℃的环境下进行了防寒试验。1993年12月下旬，两台防寒型机车开始在富西铁路加格达奇至嫩江间牵引货物列车，继而在富西铁路加格达奇至塔河之间进行牵引性能试验，然后再北上劲涛站进行定置防寒性能试验，机车在低温下的起动和点火试验均获得成功。
截至1994年底，北京二七机车厂为加格达奇机务段共生产了12台东风7B型防寒机车（3044～3045、3048～3049、3050～3052、3072～3074、3086～3087），分布在当时齐齐哈尔铁路分局管内加格达奇、嫩江、大杨树等车站运用。后来，由于北京二七机车厂开始生产东风7D型防寒型机车，东风7B型防寒型机车未有继续生产。

### 衍生车型
采用小半径曲线转向架的东风7B型机车在黔桂铁路试用期间，发现司机室瞭望角度未能适应干线运行的缺点，在小半径曲线线路上某些路段出现了瞭望死角。而防寒型机车由于采用调车机车的外走廊式罩式车体，也不便于司机在机车行驶途中间对机车内部设备的巡视。为了解决东风7B型机车在不同地区担当干线货运时存在的问题，尽快满足黔桂铁路及其他地区东风型机车的退役和替换问题，铁道部决定设计生产东风7D型柴油机车，并以《铁机函（1995）366号》文下达了东风7D型机车设计任务书，要求将东风7B型机车改为采用单司机室、内走廊、侧壁承载式车体。根据运用地区线路与气候条件，北京二七机车厂研制了山区型和防寒型两种东风7D型机车。山区型机车采用油浴滚动摩擦式旁承，机车轴重为22吨，司机室设有空调装置。防寒型机车采用油浴滑动摩擦式旁承，机车轴重为23吨，车体采取加强防寒措施，司机室不设空调装置并加装一台暖风机。1995年7月和9月，北京二七机车厂先后试制出首台东风7D型山区型机车和防寒型机车，配属在柳州铁路局金城江机务段、成都铁路局麻尾机务段、哈尔滨铁路局加格达奇机务段、让湖路机务段、塔河机务段投入使用。

## 技术特点

### 总体布置

#### 基本结构
东风7B型柴油机车是调车及小运转用的六轴柴油机车，经过局部改造后亦可作为干线货运机车使用。机车标称功率为2,000马力（1,470千瓦），构造速度为100公里/小时，运转整备重量为135吨，轴重为22.5吨。车体结构与东风7型机车基本相同，根据调车机车的作业特点，采用外走廊式及中梁承载的罩式车体结构，车体所有载荷均由车体底架承担，车体底架长度为17,800毫米，车钩中心线间距为18,800毫米，车体宽度为3,344毫米，车体高度为4,750毫米。车身两侧和两端设有露天走台与扶梯，车体两侧设有供乘务人员检修设备的拉门。车体底架两端装有13号上作用车钩、牵引缓冲装置和排障器。车体底架下部两台转向架之间吊挂着一个容量为5,400升的燃油箱，燃油箱两侧设有铅酸蓄电池组。东风7B型机车设有重联装置，空气制动系统亦设有总风重联管，并可根据用户需要加装低恒速装置。 

#### 设备布置
机车从前到后分别为辅助室、冷却室、动力室、司机室和电气室，其中电气室方向为短罩端（II端），辅助室方向为长罩端（I端）。辅助室内设有两台空气压缩机。冷却室内设有冷却水系统和散热装置，冷却室顶部装有两个由液力耦合器驱动的轴流式冷却风扇，冷却风扇直径为1,500毫米，冷却室两侧共设有40个铜管带式散热器单节，冷却室下部设有辅助变速箱、机油热交换器和前转向架牵引电动机通风机。机车设有两套独立的循环冷却水系统，分别为冷却柴油机的高温冷却水系统（14个散热器单节），以及冷却增压空气、机油、静液压传动油的低温冷却水系统（26个散热器单节）。
动力室内安装了一套柴油发电机组，柴油机自由端通过弹性联轴节和万向轴连接起动变速箱，并通过该变速箱驱动励磁机、起动发电机、后转向架牵引电动机通风机；动力室内并设有两个总风缸、空气滤清器、燃油滤清器、燃油输送泵、机油滤清器、预热锅炉、膨胀水箱、排气消声器、硅整流柜、励磁整流柜、卧式电阻制动柜等设备。司机室内设有包含主控制器、操纵按钮、空气制动阀、仪表和信号显示装置等设备的司机操纵台，另外还设有手制动机。考虑到用于干线货运和小运转作业的情况，东风7B型机车比东风7型机车增加了第二操纵台，在司机室内沿前进（面向长罩端方向的左侧）、后退（面向短罩端方向的左侧）方向对角布置，以便司机选择任意一个方向操纵机车。司机室并设有三个门与外走廊相通，另一个门通往电气室。电气室内设有高低压控制电器柜，其中包含换向开关、电子恒功率励磁装置、电压调整器和各种用途的接触器开关。空气制动装置采用JZ-7型空气制动机，并配备两台NPT5型电动空气压缩机。

### 柴油机
东风7B型柴油机车装用一台由北京二七机车厂设计及制造的12V240ZJ5型（3000系调车机车）或12V240ZJ7型（6000系干线货运机车）柴油机，两者均属于240/260系列柴油机产品。该两种柴油机除了采用新型号的增压器、中冷器及气缸盖等零部件外，其余部分的结构与东风7型柴油机车所使用的12V240ZJ1型柴油机基本相同，装车功率则由2,000马力（1,470千瓦）提高到2,500马力（1,840千瓦）。该系列柴油机源于北京型柴油机车使用之12V240ZJ型柴油机，而该柴油机原来在北京型机车上装车功率即为2,700马力（1,985千瓦），因此无需对柴油机结构进行较大改动便能提高输出功率。1986年至1991年间，北京二七机车厂曾与奥地利李斯特内燃机及测试设备公司（AVL）展开技术合作，对12V240ZJ型柴油机进行设计评价分析和结构设计改进，随后研制的12V240ZJ5／12V240ZJ7型柴油机也应用了其部分研究成果。
12V240ZJ5／12V240ZJ7型柴油机是一款12气缸、四冲程、V型结构、直接喷射、废气涡轮增压、增压空气中间冷却的中速柴油机。气缸内径为240毫米，活塞行程为260毫米（主缸）、273.51毫米（副缸），气缸V形夹角为45°，额定转速为每分钟1,000转，最低空载转速为每分钟400转，标定工况下的主缸平均有效压力为1.370兆帕（每平方厘米13.97公斤），UIC标定功率为2,740马力（2,020千瓦），装车功率为2,500马力（1,840千瓦），标定工况运转时的燃油消耗量为155克/有效马力·小时（211克/有效千瓦·小时）。
柴油机机体采用钢板焊接结构，V形夹角下部设有进气稳压箱和冷却活塞的机油管道。柴油机采用钢顶铝裙振荡冷却组合式活塞、合金钢全纤维锻压悬挂式曲轴、蠕墨铸铁整体铸造汽缸盖、合金钢锻压主副式连杆、单体式喷油泵。柴油机采用脉冲增压系统，V形夹角上部设有两台涡轮增压器，12V240ZJ5型柴油机使用江津增压器厂的ZN248型增压器（江津增压器厂以许可证方式引进瑞士ABB公司专利而生产的国产化VTC 214型增压器），而12V240ZJ7型柴油机使用无锡动力机厂的ZN261-13B型增压器。柴油机采用由步进电机驱动的无级调速联合调节器。空气过滤装置采用多旋流管式惯性滤清器和铝板过滤网组成二级空气滤清系统。由于柴油机提升功率后发热量增大，机油热交换器、冷却水散热器、冷却风扇转速亦相应略有变动，以提高散热性能。柴油机由ZQF-80型起动发电机起动，其电源由96伏特直流蓄电池供给。柴油机完成起动后，起动发电机由直流串励电动机变为直流他励发电机，并通过电压调整器输出110伏直流电，作为辅助发电机使用，用来给蓄电池充电并和向辅助电路及控制电路供电。 

### 传动系统
东风7B型机车采用交—直流电传动装置，柴油机曲轴通过联轴节驱动一台交流同步发电机发出三相交流电，经由硅二极管组成的三相桥式整流装置整流为直流电后，再将电能输送给两台转向架上的六台直流牵引电动机，通过传动齿轮驱动轮对。东风7B型机车的主发电机、牵引电动机、硅整流机组、起动发电机和励磁机型号均与东风4B型柴油机车相同。

#### 牵引发电机
牵引发电机采用TQFR-3000型三相交流同步发电机，额定容量为2,985千伏安，额定电压为438／613伏特，额定电流为3,936／2,805安培，额定转速为每分钟1,100转，定子及转子绝缘等级均为F级，冷却方式为径向自通风式，主发电机净重为4,985公斤。牵引发电机的励磁电流由一台专门的励磁机供给（下述），励磁机由柴油机通过起动变速箱驱动，其发出的交流电经励磁整流器转换为直流电后，给发电机的转子励磁绕组励磁。

#### 整流装置
牵引发电机发出的三相交流电由硅整流装置转换成直流电，整流装置是由硅二极管元件组成的三相桥式全波整流电路。东风7B型机车采用与东风4B型柴油机车相同的GTF-4800/770型硅整流装置，由六个串联的整流桥臂组成，每一桥臂有六个并联的ZP500-20型风冷平板式整流二极管，每台整流柜共有36个二极管元件，硅整流装置的最大直流输出电压为770伏特，额定直流输出电流为4,800安培。

#### 牵引电动机
牵引电动机采用ZQDR-410型四极串励直流电动机，额定功率为410千瓦，额定电压为550伏特，额定电流为800安培，额定转速为每分钟640转，最高转速为每分钟2,365转，定子及电枢绝缘等级分别均为H级，冷却方式为强迫通风。牵引电动机采用全并联连接。为了扩大机车的恒功率速度范围，牵引电动机回路设有一级磁场削弱，磁场削弱系数为60%。

#### 电阻制动装置
在电阻制动工况时，牵引电动机变为他励直流发电机工作，六个激磁绕组全部串联并由牵引发电机经硅整流柜供电，牵引电动机发出的电流输入到两台制动电阻柜，将电能通过电阻器转化为热能消耗掉。每台制动电阻柜的额定功率为1,234千瓦，机车轮周制动持续功率可达3,120马力（2,300千瓦）。

### 控制系统
东风7B型柴油机车的励磁控制系统采用由铁道部科学研究所机车车辆研究所研制的DHT-B型电子恒功率调节器，同时还保留了从东风4型柴油机车沿用下来、由联合调节器油马达驱动功调电阻的励磁调节装置。两者共同进行牵引工况时的恒功率控制，弥补了联合调节器功调电阻励磁系统反应时间长、动态性能差的缺陷，并可自动控制机车起动电流增长率和恒制动功率。当功调电阻励磁调节装置发生故障时，微机控制的励磁调节器仍然可以独立运作。同时，励磁控制系统还可借助于联合调节器对功调电阻的调节信号来实现机车辅助功率的转移。
功调电阻励磁调节装置采用由联合调节器伺服油压马达带动变阻器的方式。牵引发电机的励磁电流是由励磁机发出的交流电经励磁整流柜整流后供给，而励磁机的励磁电流则是由柴油机经启动变速箱驱动的测速发电机供电。测速发电机的励磁电流由110伏辅助电源提供，并经过功率调节电阻和励磁调节器控制。功率调节电阻的滑动触点由联合调节器上的功率伺服油压马达带动，它根据柴油机工作状况（欠载或过载）自动地调节可变电阻器的阻值，从而改变测速发电机的励磁电流，并经测速发电机和励磁机二级放大后，间接地改变了牵引发电机的输出功率。 
电子恒功率调节器采用柴油机在各手柄挡位下的转速作为牵引发电机的功率给定信号，并采用霍尔传感器作为牵引发电机的电压、电流和功率信号检测器；由运算放大器组成的比例积分调节器（PI）对给定信号和检测信号进行比较后输出一个调整信号电压，而电压—频率变换器（VFC）和定宽变频式晶闸管斩波器则作为执行元件，用来改变励磁机的励磁电流，继而调节牵引发电机的输出功率。

### 转向架

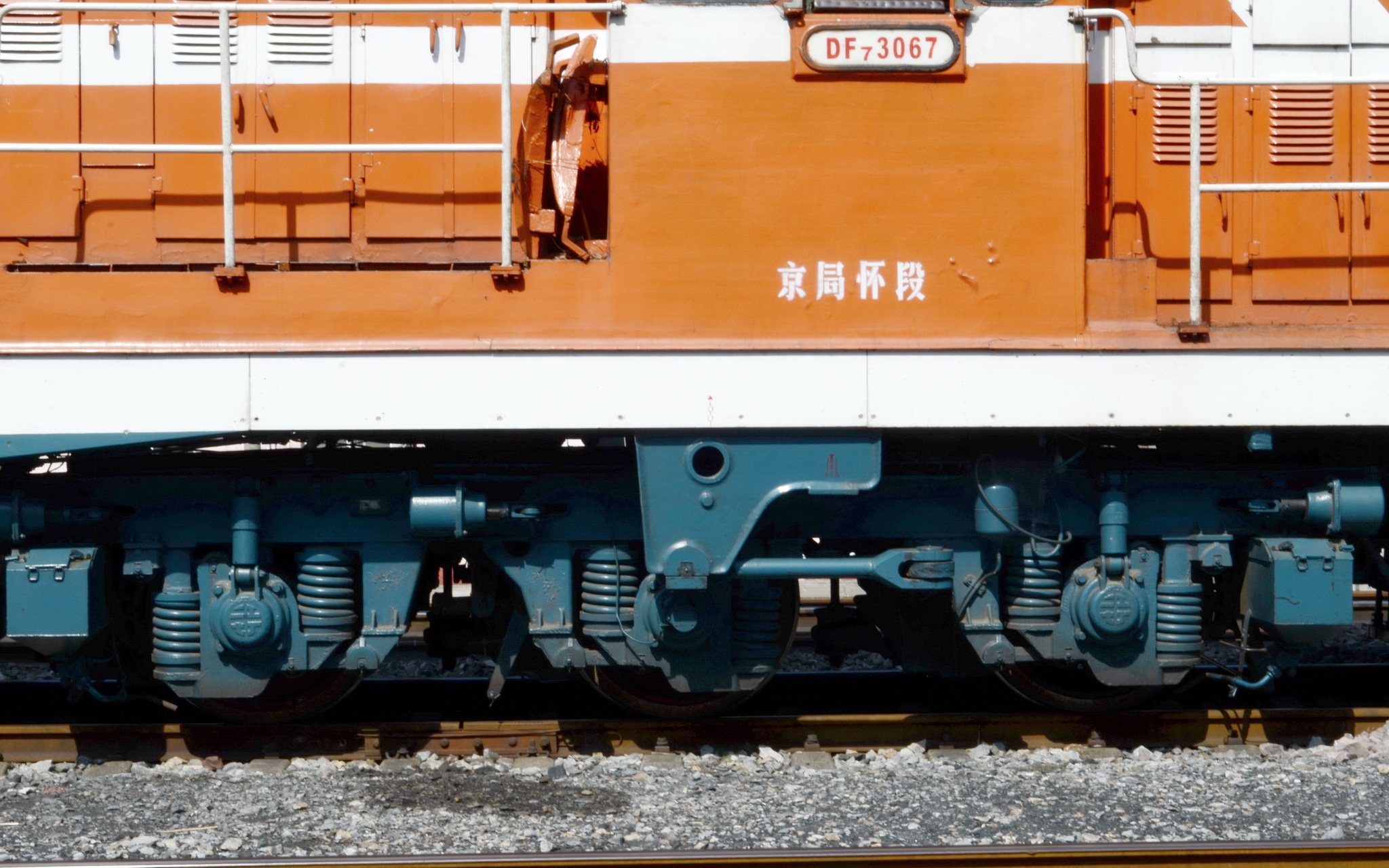
东风7B型机车的三轴转向架

机车轴式为Co-Co，走行部为两台相同的无导框式三轴转向架。转向架的主要结构与东风4型柴油机车基本相同。转向架采用钢板组焊成封闭式箱形结构的“目”字形构架。轮对轴箱内装有四列向心圆柱滚子轴承，轴箱定位装置采用拉杆式弹性定位结构，轴箱通过装有橡胶关节元件的上、下轴箱拉杆与构架相连接，实现轴箱相对于构架的横向和纵向定位。转向架采用四点支承的彈性摩擦旁承装置，车体全部重量通过八个旁承由两台转向架支承，转向架与车体间还设有缓冲侧挡装置。
弹簧悬挂装置分为一系和二系悬挂两部分。一系悬挂采用独立悬挂形式，包括轴箱与构架之间的轴箱圆弹簧，以及用于衰减吸收来自轨道高频振动的橡胶垫，并在1、3、4、6轴装有并列的液压减震器。二系悬挂为转向架构架与车体之间的旁承橡胶堆，一系及二系悬挂静挠度为90毫米和15毫米。牵引力和制动力通过低位平行四杆牵引杆机构传递，牵引点至轨面距离725毫米。
牵引电动机采用单侧齿轮传动的轴悬式驱动方式（滑动抱轴承式半悬挂），即牵引电动机的一侧通过抱轴瓦（滑动轴承）刚性地支承在车轴上，另一侧通过弹性元件（橡胶垫）和吊杆悬挂在转向架构架上。全部牵引电动机采用顺置排列方式，即牵引电动机都放在车轴的同一侧，可以有效地减少轴重转移的幅度，牵引齿轮传动比为4.5（63：14）。基础制动方式为带闸瓦间隙自动调节器的单侧单闸瓦踏面制动，每个车轮各有一套制动装置，当机车施行制动时，制动缸从空气制动机获得压缩空气，并通过杠杆机构使闸瓦抱轮产生制动作用。停车制动为手制动装置。

## 车辆保存

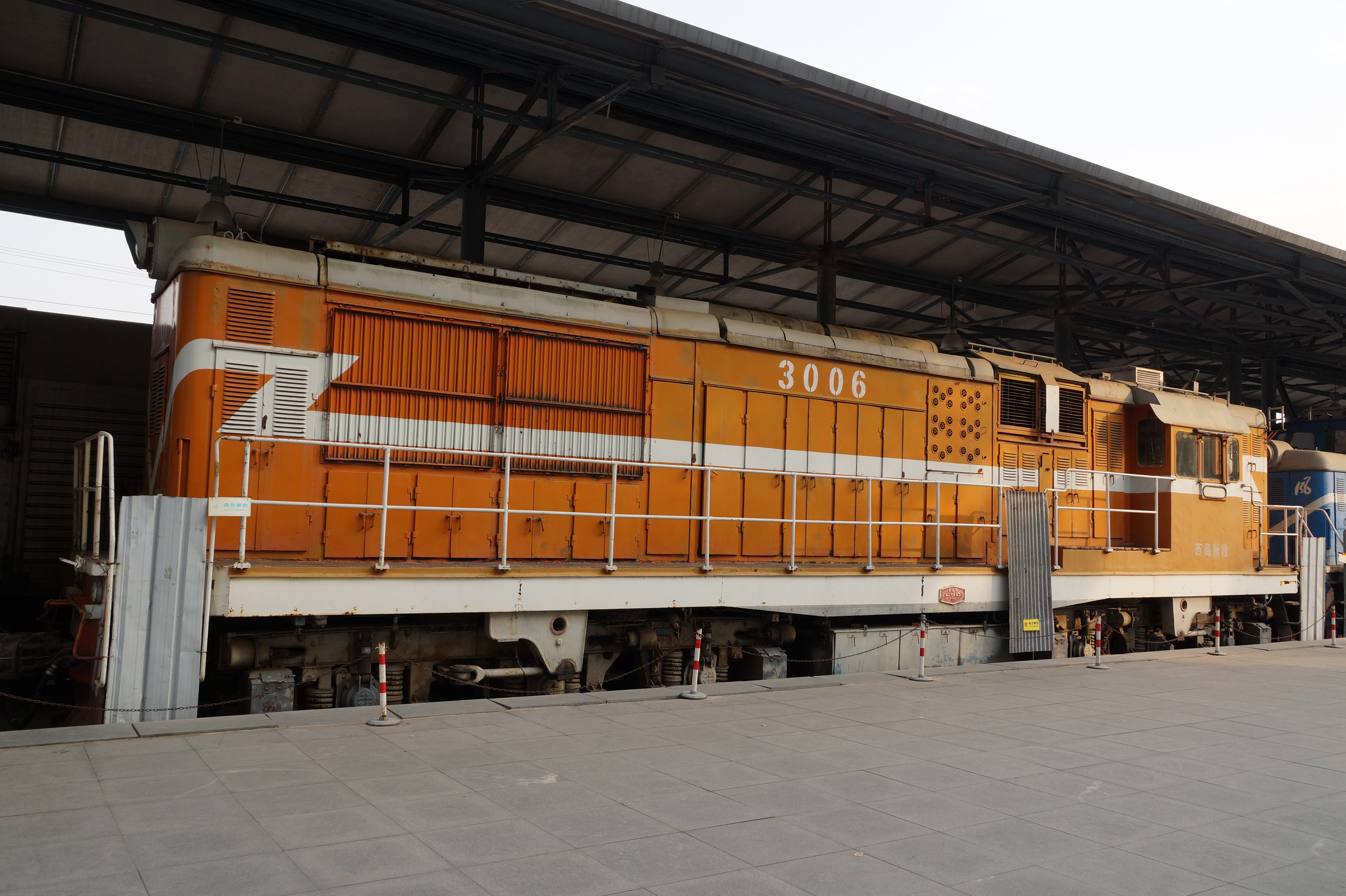
保存于中国铁路博物馆东郊馆的东风7B型3006号机车

- 东风7B型3006号机车，由北京二七机车厂于1991年制造，曾先后配属郑州铁路局西安机务段、西安铁路局新丰镇机务段，于2016年退役后被移交给中国铁道博物馆东郊展馆作静态展示。
- 东风7B型3015号机车，由北京二七机车厂于1991年制造，曾配属郑州铁路局郑州机务段，于2017年退役报废后封存于洛阳。2020年，为了实施中国国家铁路集团有限公司的产业扶贫战略，郑州局集团公司将这台机车捐赠给栾川县重渡沟管委会王坪村铁路主题公园，放置于河南省洛阳市栾川县新南村作静态展示[9]。

## 参看
- 东风7型柴油机车
- 东风7C型柴油机车
- 东风7D型柴油机车
- 东风7G型柴油机车
- 东风7J型柴油机车

## 外部連結
- （简体中文）南车洛阳机车有限公司：东风7B型内燃机车